# Gino van Kessel
Gino Ronald van Kessel (* 9. března 1993, Alkmaar) je nizozemský fotbalový útočník a reprezentant Curaçaa, od července 2016 hráč klubu SK Slavia Praha, od léta 2017 na hostování v anglickém mužstvu Oxford United. Mimo Nizozemsko působil na klubové úrovni ve Francii, na Slovensku, v Česku, v Polsku, od léta 2017 je v Anglii.

## Klubová kariéra
Gino van Kessel se narodil v Nizozemsku, jeho matka pochází z Curaçaa.
Svoji fotbalovou kariéru začal v týmu Kolping Boys. V mládeži dále působil v SV Vrone, SC Telstar, AZ Alkmaar a AFC Ajax.

### AFC Ajax
V Ajaxu byl členem rezervního týmu. V dubnu 2014 prodloužil v klubu smlouvu do léta 2015. Během celého svého působení neodehrál za první tým žádný zápas.

### Almere City FC (hostování)
V prosinci 2012 zamířil na hostování do konce sezóny 2012/13 do klubu Almere City FC. Za tým dal během půl roku 1 gól v 10 ligových utkáních.

### FK AS Trenčín (hostování)
V červenci 2013 šel na další půlroční hostování, tentokrát do slovenského týmu FK AS Trenčín, který s Ajaxem spolupracuje (majitelem FK AS Trenčín byl tehdy totiž bývalý hráč Ajaxu Tscheu La Ling). Klub se stal pro hráče prvním zahraničním angažmá. Zde dostal dres s číslem 20. V odvetě třetího předkola Evropské ligy 2013/14 8. srpna 2013 se jednou brankou podílel na remíze 2:2 proti rumunskému týmu FC Astra Giurgiu, Trenčín po porážce 1:3 z prvního utkání doma ze soutěže vypadl. 11. srpna 2013 vstřelil svůj první gól ve slovenské 1. lize při výhře 6:0 nad DAC 1904 Dunajská Streda, tento zápas však figuroval mezi výsledkově zmanipulovanými v sázkařské kauze, která ve slovenské nejvyšší soutěži vyplula na povrch v září 2013. Během svého půlročního hostování v podzimní části ligové sezóny docílil 8 vstřelených branek a 6 asistencí. Jeden gól dal v předkole Evropské ligy. V zimní ligové přestávce se vrátil do Ajaxu a zkoušel se prosadit do A-týmu. Nakonec se vrátil do Trenčína (opět hostování). Celkem nastřílel v sezoně 2013/14 v lize 10 branek, za vítězným spoluhráčem z Trenčína Tomášem Malcem zaostal o čtyři trefy.

### AC Arles-Avignon
Před ročníkem 2014/15 zamířil na testy do rakouského klubu FK Austria Vídeň. Nakonec odešel do francouzského AC Arles-Avignon, který ho z Ajaxu vykoupil. Hráč nastupoval za klub pouze na podzim 2014 a ve 14 střetnutích 2x rozvlnil síť.

### FK AS Trenčín
V únoru 2015 se vrátil na přestup do Trenčína, kde podepsal půlroční kontrakt s opcí. V sezóně 2014/15 vyhrál s týmem slovenský fotbalový pohár, ve finále se představil proti mužstvu FK Senica a vstřelil gól, zápas se nakonec rozhodl až v penaltovém rozstřelu. Zároveň se stal ve stejném ročníku mistrem Fortuna ligy a mohl slavit zisk double. V létě 2015 klub uplatnil opci a podepsal s hráčem novou smlouvu.
V sezóně 2015/16 s týmem Trenčína obhájil double – prvenství ve slovenském poháru i v lize. V předposledním 32. kole Fortuna ligy 2015/16 (13. května 2016) se čtyřmi vstřelenými góly podílel na domácí výhře 5:2 nad MŠK Žilina a se 16 brankami se vyhoupl do čela ligových kanonýrů (o jednu trefu před klubového spoluhráče Matúše Bera). Nejlepším kanonýrem ročníku 2015/16 Fortuna ligy se nakonec stal, stačilo mu k tomu 17 přesných zásahů.

### SK Slavia Praha
V červenci 2016 podepsal tříletou smlouvu s českým klubem SK Slavia Praha. V médiích se uváděla přestupová částka cca 1,2 milionu eur (cca 32 mil. Kč, al uváděno až 35 milionů Kč). Vybral si číslo dresu 99. V soutěžním zápase debutoval za Slavii v odvetě 2. předkola Evropské ligy 2016/17 proti estonskému mužstvu FC Levadia Tallinn (výhra 2:0). Přestože hrál mírně zbrkle, dokázal přihrát na vítězný gól zápasu a hlavičkou vstřelit rozdílový gól, který znamenal postup Slavie do 3. předkola EL proti portugalskému klubu Rio Ave FC. Postupně se jeho vytíženost zmenšovala a od října 2016 prakticky nehrál.
V roce 2017 získal se Slavií titul mistra nejvyšší české soutěže, ačkoli jarní část sezóny strávil na hostování v Lechii Gdańsk.

### Lechia Gdańsk (hostování)
V únoru 2017 odešel na hostování do polského prvoligového klubu Lechia Gdańsk. Zde se příliš neprosadil, odehrál pouze 3 ligová utkání.

### Oxford United FC (hostování)
V létě 2017 stál o jeho služby formou hostování FC Fastav Zlín, vítěz MOL Cupu 2016/17 a účastník základní skupiny Evropské ligy UEFA 2017/18. Jednání se táhla, nakonec sportovní manažer Zlína Zdeněk Grygera po schůzce s otcem hráče a zároveň jeho manažerem prohlásil: „Naše představy byly úplně jiné.“ K jednáním se klub i van Kessel vrátili, hráč však dal nakonec přednost hostování v třetiligovém anglickém klubu Oxford United s opcí na případný přestup.

## Reprezentační kariéra
V květnu 2015 jej nominoval trenér Patrick Kluivert do národního týmu Curaçaa. Debutoval 10. 6. 2015 v kvalifikačním zápase proti Kubě (remíza 0:0).